# Udeme Ekpeyong
Udeme Ekpeyong (Nigeria, 28 de marzo de 1973) es un atleta nigeriano, especializado en la prueba de 4x400 m en la que llegó a ser medallista de bronce mundial en 1995.

## Carrera deportiva
En el Mundial de Gotemburgo 1995 ganó la medalla de bronce en los relevos 4x400 metros, con un tiempo de 3:03.18 segundos, tras Estados Unidos y Jamaica, siendo sus compañeros de equipo: Kunle Adejuyigbe, Jude Monye y Sunday Bada.